# Alois Bierl
Alois Bierl   (Waldmünchen, 8 de setembre de 1943) és un remer alemany, ja retirat, que va competir sota bandera de la República Federal Alemanya durant les dècades de 1960 i 1970.
El 1972 va prendre part en els Jocs Olímpics d'Estiu de Múnic, on guanyà la medalla d'or en la quatre amb timoner del programa de rem. Formà equip amb Peter Berger, Hans-Johann Färber, Gerhard Auer i Uwe Benter.
En el seu palmarès també destaquen una medalla d'or al Campionat del Món de rem de 1970 i dues medalles d'or al Campionat d'Europa de rem, el 1969 i 1971, i una de bronze, el 1973. També guanyà deu títols nacionals.